# NGC 402
NGC 402 este o stea situată în constelația Peștii. A fost descoperită în 7 octombrie 1874 de către Lawrence Parsons, 4th Earl of Rosse.